# Energie germinativă
Energie germinativă este un termen bazat pe o licență de limbaj (exprimare figurativă) pentru a denumi  o însușire a semințelor - capacitatea germinativă - exprimată prin procentul de semințe germinate normal în 1/3 - 1/2 din timpul stabilit pentru determinarea facultății germinative.